# 336811 Baratoux
336811 Baratoux è un asteroide della fascia principale. Scoperto nel 2001, presenta un'orbita caratterizzata da un semiasse maggiore pari a 2,3679597 au e da un'eccentricità di 0,2079079, inclinata di 8,78004° rispetto all'eclittica.